# Den döda vinkeln
Den döda vinkeln är en låt skriven av Joakim Berg och inspelad av gruppen Kent. Den finns på en singel som gavs ut den 31 augusti 2005 och låten finns även med på albumet Du & jag döden. Singeln nådde som högst 14:e plats på den svenska singellistan. Melodin testades på Svensktoppen den 11 september 2005, men misslyckades med att ta sig in på listan .

## Låtlista
1. Den döda vinkeln (radio edit) (4:05)

## Listplaceringar
| Lista (2005) | Topplacering |
| ------------ | ------------ |
| Sverige      | 14           |